# 奥宾
奥宾是德国巴伐利亚州的一个市镇。总面积43.75平方公里，总人口3937人，其中男性1943人，女性1994人（2011年12月31日），人口密度90人/平方公里。